# La memoria de Shakespeare
La memoria de Shakespeare es un libro del escritor argentino Jorge Luis Borges, formado por cuatro cuentos, tres de ellos escritos y publicados en distintos medios antes de 1983.
El cuento "La memoria de Shakespeare" que da título al libro es publicado en una plaquette de 36 ejemplares, editada por Dos amigos para el número 1 de la Colección Valle de Las Leñas.
La colección de cuentos del mismo nombre aparece en libro después de su muerte, en edición a cargo de su viuda María Kodama, en el tomo II de Obras completas, publicado por Emecé, en 1989.

## Contenido
El libro está compuesto por cuatro relatos: 
- "Veinticinco de agosto de 1983" (publicado por primera vez en La Nación, en 1983): Un relato con un tema habitual en la obra de Borges: el doble y una referencia a sí mismo anunciando su suicidio para esa fecha.[3]

- "Tigres azules (publicado por primera vez en La Nación, en 1977, con el título "El milagro perdido"): Un profesor obsesionado con los tigres viaja al delta del Ganges porque le han dicho que se ha visto un tigre azul (el motivo del título).El relato avanza hacia múltiples posibilidades que ponen en juicio la débil línea que separa la lógica, lo cuerdo, de lo demencial.[4][5]

- "La rosa de Paracelso" (publicado en Rosa y Azul, Sedmay Ediciones, Madrid, 1977):[6] El maestro y su discípulo y el tema de la fe y la incredulidad.

- La memoria de Shakespeare (publicado en Clarín, en 1980): Borges retoma, como en "El memorioso Funes", el tema de la memoria.[7]